# 惡靈古堡 保護傘軍團
《生化危机 保护伞军团》（中国大陆又译作）是卡普空于2016年6月23日发行的一款游戏。游戏平台是PlayStation 4和Steam。PlayStation 4有数字版和兑换码实体收藏版，但没有光碟版。

## 概述
《生化危机》系列20周年纪念的第一部作品。 一款联网竞技第三人称射击游戏（TPS），为“生化危机”的世界增添了竞技生存游戏的战术体验和紧张感。
玩家扮演雇佣兵，在满是怪物的封闭区域与敌方雇佣兵作战。「コンペティティブシューター（competitive shooter）」的意思是 "竞技射击游戏"，其特点是类似电子竞技的玩法，玩家靠技术和策略相互竞争，以获得胜利或失败。 这款游戏是作为专门用于竞技射击游戏而开发的，没有过多的故事情节，但据说本作的时间线是6和7之间的时期（在多人游戏中），与主系列相关的组织和名字也出现在游戏中。
此外，由于世界观与《生化危机7》的接近，《生化危机 保护伞军团》中 "保护伞 "标志的某些部分已经是《生化危机7》的样式，如在《生化危机7》中出现的“蓝色保护伞”。
本作于2015年9月在「SCEJA Press Conference 2015」上首次亮相，随后确定在2016年5月《生化危机》20周年之际发布，但最终被推迟到6月。在该系列中，日版以外版本的游戏名首次被命名为『UMBRELLA CORPS』，没有带上系列的英文标题Resident Evil。
它与官方联动漫画《生化危机：天堂岛》（『バイオハザード〜ヘヴンリーアイランド〜』）有关，该漫画在发行之初就已连载，漫画中神亚药业*（『神亜製薬』）的伞形LOGO首次出现在这部作品中。

## 开发/评价
这款游戏开始时只是一个实验项目，看看能否在《生化危机》的基础上制作一个小规模的衍生游戏，而当时仍未发布并处于秘密开发阶段的《生化危机7》旨在成为一个纯粹的生存恐怖游戏。这款游戏的开发则更注重射击元素。 最初的目的是创建一个低价、小规模的游戏。将STG玩家和爱好者作为主要目标群体，作为一种新型的 "生化危机 "游戏来吸引射手市场，让玩家享受小型但激烈的战斗。
后来由于各种原因，《生化危机7》发布被推迟了，只在「SCEJA Press Conference 2015」上发布了本作的信息。但当时所有玩家和媒体都在期待《生化危机7》的公布，所以对本作评价不是很好，很多人表示"生化危机为什么做成射击游戏？" 对此，开发人员举行了试玩会，以改善玩家对游戏的评价，并推迟了发布日期以提高质量。虽然还是无法完全消除附着在游戏上的负面形象，但游戏最终在Famitsu Cross Review中获得了40分中的36分的高分，并获得了白金级评价。 该游戏在名人堂的评价很高，但在游戏推出后，PS4版的游戏仅获得了39分的低评分（Metascore）。（满分 100 分） 
开发人员后来说，这可能是因为开发商的意愿和玩家真实想法之间存在差异。

## 故事背景
1998年。造成一系列源自美国浣熊市的大规模生化危机的制药公司保护伞（Umbrella）被追究责任并倒闭。然而，保护伞的倒闭并没有结束生化危机，而是导致其进一步扩散。
而在2015年，当生化恐怖主义变得司空见惯时。保护伞研究成果的价值反而提高了。
在这样的世界里，有些感染者潜入隔离区，从事"猎杀丧尸"的活动。无论是想开发疫苗，还是哪些为了开发更强大的生化武器的公司的私人军队，这些人利用独特的CQBZ (Close Quarter Quarantined Battle Zone) ，旨在对抗感染者，在隔离区展开一场不为人知的战斗。
本作是 "一局一命"，玩家在死亡后不会复活，因此每局只需几分钟就能结束。 玩家的数量取决于所玩的模式，如3对3的团队比赛或4人的大逃杀。

## 游戏系统
基本上是雇佣兵与的雇佣兵之间的对抗，但丧尸等生物作为第三种力量四处游荡也是这部《生化危机》作品的一个特点。玩家的雇佣兵通常配备丧尸干扰器，这种物品可以防止他们被丧尸攻击，但如果攻击丧尸，丧尸也会进行反击。如果你看到一个人影你需要判断他是敌方玩家还是丧尸。还可以采取一系列的战术，如通过躲在丧尸中接近敌人，或"摧毁敌方玩家的丧尸干扰器，使丧尸对其发动攻击"。
在没有压倒性优势武器的情况下，"如何创造有利的情况作战？"是本作的核心观点。当然，玩家高超的技术可以极大地改变战斗形势，但也可以通过计谋战略和与朋友的良好合作来实现。 有三种在线模式："排名赛"、"自由赛 "和 "友谊赛"。
在 "排名赛 "中，最初可选择的装备是有限的，会随着玩家等级的提高而增加。 
在 "自由赛 "和 "友谊赛 "中，所有装备都被解锁，但不能提升等级。

## 用語
CQBZ（近距离隔离战区）
CQBZ（Close Quarter Quarantined Battle Zone）是指"病毒环境下的特殊近距离战斗技术"，这是一种基于CQB（Close Quarter Battle，近距离战斗）的战斗风格，是为在丧尸横行的环境中进行近距离战斗而开发的。除了作为CQBZ核心的丧尸干扰器外，每件装备都被设计成具有多种用途和作用，能够以最少的装备应对各种可能需要采取行动。它的设计强调的是理性。据说CQBZ的发明者是一个被称为"死神"的传奇雇佣兵。
丧尸镐
一种用于近身战斗的打击性武器，以登山用的登山镐为蓝图开发。即使是丧尸也与人类一样，是由大脑控制身体，丧尸镐开发的目的是为了一击摧毁脊髓，神经系统的重要部位。形状因武器而异，但所有武器都在刀尖上配备了加热功能，充电后可以释放出"热胆"，产生的高温甚至可以融化金属。"热胆"不仅对丧尸有效，对付人类也是一种强大的武器，还可以像登山镐一样攀登高处。
诱饵盾
戴在左臂上的类似护臂的防御性盾牌。它由高硬度和高弹性的特殊树脂制成，是作为对付丧尸撕咬而开发的。 除了作为保护性盔甲的坚韧之外，它的另一个目的是使丧尸在咬人后难以拔出牙齿，使用'丧尸盾牌'技术，即用被捕获的丧尸的身体作为盾牌，此外还故意让目标咬住盾牌后无法行动。它还可以防御子弹，虽然防御面积很小，通过举起手臂遮住头部，可以在一定程度上防止来自正头部的射击。
丧尸干扰器
它是CQBZ的核心装备，与其他设备一起佩戴在背后。该设备发射出一种特殊的电磁波，可以麻痹丧尸的感官，使使用者在丧尸和其他受感染生物前隐身。因为产生的电磁波对人体有不良影响，所以使用该设备时必须戴上特殊的头盔。在设备激活时，如果有感染生物接近，他们不会对你进行攻击，但如果丧尸干扰器被摧毁，周围的生物会向你蜂拥而至。即使丧尸干扰器完好无损，也存在感染生物攻击你的情况，丧尸干扰器对有些生物无效。丧尸干扰器可以很容易地被替换，你可以从敌人身上抢走一个佩戴在自己身上。
丧尸爪
与丧尸镐一样，灵感来自登山装备。它们是坚固的腿部设备，脚趾上有锋利的爪子，是为安全穿越受污染的封锁区而开发的。它们还被用来踢碎丧尸的头，与丧尸镐一起配合可以爬上墙壁。

## 游戏模式

### 线上模式
游戏中的日期是2016年的现实月份和日期。故事发生在《生化危机7》之前，与《生化危机7》的故事无关。
在 "一局一命 "中，没有重生，"死亡 "意味着游戏结束。玩家们将在一个紧张刺激的环境中进行竞争。此外，比赛最多持续三分钟，需要在短时间内决定胜负。玩家可以享受高速的战斗的刺激，局势可能在一瞬间转换。

#### 一局一命
多局竞技是一种最多六个人的游戏模式。这个模式有五轮比赛，首先赢得三场比赛的队伍获胜。规则是从八个不同的游戏规则中随机选择，所以需要玩家有很强的适应性，根据规则和情况改变策略。所有规则的最长时间限制为3分钟。作为本作快速战斗的特点得到了保留。

#### 多局竞技
一种游戏模式，最多四名玩家在黑暗中为生存而战，装备有限。没有丧尸干扰器，丧尸会一直寻找和攻击玩家（它们以补给品的形式出现，但在一定时间后摧毁）。武器基本上只有手枪，子弹很少。有霰弹枪或PDW，但两者的子弹数量也有限。其他用品包括墨带，它允许你用打字机保存你的积分，即使你被打败了也可以从这个存档点继续。没有诱饵盾。携带一把战斗刀，没有丧尸镐，在8月19日的免费更新中加入。
重生比赛
带有重生规则的战斗，允许玩家返回前线。重生的位置是随机的，所以搜索和救援技术在这个规则中很重要。
目标猎手
通过击败团队中随机选择的 "目标 "来取得胜利。
统治
占领地图上的区域。进入发射器的有效区域就可以得到积分。
DNA 猎手
胜利是由杀死丧尸时出现的"DNA样本"数量决定的。即使暴露在丧尸干扰器面前，也可以变成得分机会，这取决于玩家的技能。
特殊的DNA猎手
获得特别感染者所拥有的DNA样本。该游戏拥有很高的血量和攻击力，并有能力使丧尸干扰器失效，所以合作/配合比其他游戏规则更加重要。
保护者
持有特殊手提箱时间较长的团队获胜。可以说是"确保移动基地的安全"。
收集者
玩家在一个封锁区争夺所有五个手提箱。
颜色战争
收集战斗数据，称为"颜色"。通过与你的战友合作，你可以伏击前来收集设备的敌人不让他们获得积分。

### 4 名幸存者
这个作品只有PDW，霰弹枪，手枪，手榴弹，丧尸镐。

## THE EXPERIMENT
只有单人游戏模式。玩家作为测试对象3A7，必须在一个充满感染者和生物的封锁区完成20多个具有挑战性的任务。
死亡实验，开始
实验任务是收集T病毒感染者的DNA样本。玩家必须在有限的武器装备下进入封锁区，击败感染者并收集规定数量的DNA样本。联系人Abraham Jackson，实验时间2012年3月。

随着生化武器B.O.W.成为现实，一个新的战术概念--CQBZ诞生了。雇佣兵作为试验品3A7。在装备有限的情况下进行实战训练的人体实验，以证明其有用性。
巩固基地
实验地点是Tricell公司的前总部。这里似乎是三聯（Tricell）公司为了武器开发建立的秘密场所，据说被敌对公司造成的生物性危害所摧毁，现在被封为疫区。任务是重新启动该地区剩余的通信设备，并在规定的时间内保持其运行，以抵御怪物的攻击。
负责人Abraham Jackson⇒Beatrice Bertrand实验时间2012年4月至8月
3A7顺利完成任务，赢得了主管长官的信任，却遭到高层的阻挠。他们担心CQBZ会对“生化武器的商业价值”产生巨大的负面影响。在高度危险的加纳德占领的村庄进行实验。然而，合作的亚伯拉罕却随着其中一名高管的脚步消失了，并被一名另接任的女军官转移到了有残酷魔人出没的吉州。
疯狂的实验
南极基地被用作测试场地，以获得更危险的特殊丧尸DNA样本，并测试 "丧尸干扰器 "的运作。该设备可使人在感染的生物前保持隐身。
负责人： Beatrice Bertrand实验时间2012年9月至11月
3A7在吉州和虚拟的浣熊市收集的数据，促成了新设备的开发，这将成为CQBZ的基石。然而，上级命令现任负责人贝特丽丝清理掉失去利用价值的3A7。一个能够杀死B.O.W.的士兵可能会影响B.O.W.的价值，于是派3A7在"南极基地"完成不可能的任务。这里据称是一个试验场。

## 其他

### 特工幽灵包
特工幽灵包内含人气角色克里斯、里昂、巴瑞、杰克、威斯卡、汉克等各种配饰。您可以享受各种“可能”。此外，特工幽灵包可以与兑换码实体收藏版和“豪华版”一起获得。

### 原声带
原声带CD包含在兑换码实体收藏版本中。有兩张光碟。两张碟共录制了60首歌曲，总时间为2:30'13"。

#### CD-1
共录制23首歌曲，总时间为1:13'57"。
01. Core Promoter / Main Theme [4'51"]
02. code_ [2'41"]
03. PRIDE of mankind [2'51"]
04. The Stratosphere [3'10']
05. Secret Invasion [2'57"]
06. Veteran Combat [4'20"]
07. On the Edge of Oblivion [3'09"]
08. Danza de la muerte [2'39"]
09. Lightning Assault [2'40"]
10. Homing Virus [2'20"]
11. Memory Disorder [3'33"]
12. Criminal Velocity [3'25"]
13. Wicked Pulse [2'41"]
14. Apoptotic Siege [4'19"]
15. Ancient Genome [3'14"]
16. Monochrome Stream [3'06"]
17. Lost Ego [3'13"]
18. The Perfect Kill [2'55"]
19. Sweet Trauma [3'55"]
20. Phantasmagoria [3'41"]
21. Impregnable Fortress [2'51"]
22. Attack en Masse [3'34"]
23. _decode / Results [1'52"]

#### CD-2
共录制37首歌曲，总时间为1:16'16"。
第14~28首为各系列的BGM，第14~16首为《生化危机》，第17~19首为《生化危机：维罗妮卡》，第20~22首为《生化危机4》，第 23 到 25 首曲目是《生化危机 5》，第 26 到 28 首曲目是《生化危机 6》。 除了《生化危机：维罗妮卡》之外的第三首歌均是保存时的BGM。
01. 2nd to None [3'07"]
02. Honorable Victory [2'58"]
03. Mind Hacking [3'42"]
04. Effective Tactics [4'05"]
05. Fatal Malignancy [3'27"]
06. Contamination Intended [4'01"]
07. Lurking in the Shadows [3'16"]
08. Reminisce [3'30"]
09. Cursed Transcription [3'10"]
10. RE-surrection [4'10"]
11. Survive! [2'13"]
12. Silent Killer [3'47"]
13. Pandemic Imminent [2'05"]
14_16. 4 Survivers mode ～ THE MANSION STAGE [2'06"] [0'41"] [0'40"]
17_19. 4 Survivers mode ～ ANTARCTIC BASE STAGE [1'21"] [2'15"] [1'37"]
20_22. 4 Survivers mode ～ VILLAGE STAGE [1'33"] [1'27"] [1'01"]
23_25. 4 Survivers mode ～ KIJUJU STAGE [1'04"] [1'44"] [0'49"]
26_28. 4 Suvivers mode ～ LANSHIANG STAGE [0'57"] [0'34"] [0'43"]
29. unused code_KS02 [1'38"]
30. unused code_AN01 [1'23"]
31. unused code_AN02 [1'38"]
32. unused code_AK01 [1'57"]
33. unused code_YK01 [1'29"]
34. unused code_YK02 [1'37"]
35. unused code_YK03 [1'27"]
36. unused code_YK04 [1'24"]
37. unused code_YK05 [1'40"]

### 海外版差异
英语版标题为“UMBRELLA CORPS”，亚洲版为“RESIDENT EVIL UMBRELLA CORPS”。
被击败的敌人的血和肉的颜色是红色，而日本版本绿色。
殭尸、卡那多和马吉尼的头部更加血腥。
除了头部，殭尸的手臂和腿上也有截肢表现。
此外，海外版支持多国语言与日文字幕。

## PC版本差异
在 PC 版中，最多可以粘贴 6 个喷漆。

## 引用
1. ↑  英語表記のCORPSはローマ字読みではコープスと読むが、英語ネイティブの発音ではコーア（発音記号：kɔ'ːr）と読み、『アンブレラコア』はアンブレラ(UMBRELLA)傘下にある部隊(CORPS)という意味である。 『バイオハザード アンブレラコア』の世界観や登場武器は？ Unity 5をゲームエンジンで起用した理由は!? （页面存档备份，存于） 電撃オンライン 2015年9月26日 2016年6月6日閲覧
2. ↑  『バイオハザード アンブレラコア』素早い匍匐前進をモデル・ボディガードの乙夜さんがリアルに再現!?　スペシャルステージをリポート【TGS2015】 （页面存档备份，存于） ファミ通.com
3. ↑  . 4gamer.net.   [2018-05-30]. （原始内容存档于2022-09-30）.
4. ↑  . gamespark. 2016-08-26  [2018-03-27]. （原始内容存档于2022-10-02）.
5. ↑  . gamespark. 2016-08-26  [2018-03-27]. （原始内容存档于2022-10-02）.
6. ↑  . gamespark. 2016-08-26  [2018-03-27]. （原始内容存档于2022-10-02）.
7. ↑  . gamespark. 2016-08-26  [2018-03-27]. （原始内容存档于2022-10-02）.
8. ↑  . ファミ通.com.   [2018-05-30]. （原始内容存档于2018-12-14）.
9. 1 2  . gamespark. 2016-08-26  [2018-03-27]. （原始内容存档于2022-10-02）.
10. ↑  東京ゲームショウ2015の試遊バージョンでは、3ラウンド制となっており、1ラウンドは3分制限のため、長くとも10分ほどで1戦が終わる。
11. ↑  ［TGS 2015］“対戦型バイオハザード”は，テンポ良く楽しめるスリリングなシューター。「バイオハザード アンブレラコア」プレイレポート （页面存档备份，存于） 4Gamer.net 2015年9月19日
12. ↑  「ベイトガード」と表記するものもある. 4gamer.net.   [2018-05-30]. （原始内容存档于2022-09-30）.
13. ↑  . 4gamer.net.   [2018-05-30]. （原始内容存档于2022-09-30）.
14. ↑  「ベイトガード」と表記するものもある. 4gamer.net.   [2018-05-30]. （原始内容存档于2022-09-30）.